# Ungarische Revolution 1848/1849
Die Ungarische Revolution 1848/1849 war ein Aufstand des Revolutionsjahres 1848 und eng verbunden mit den anderen Aufständen 1848 in der Habsburgermonarchie. Die Revolution im Königreich Ungarn entwickelte sich jedoch zu einem Unabhängigkeitskrieg gegen die Vorherrschaft der österreichischen Habsburger.
Zahlreiche der Anführer und Teilnehmer der Revolution, wie Lajos Kossuth, István Széchenyi, Sándor Petőfi oder Josef Bem gelten heute als bedeutende Persönlichkeiten der Geschichte Ungarns. Auch der Jahrestag des Revolutionsbeginns, der 15. März, ist einer der drei Staatsfeiertage in Ungarn.

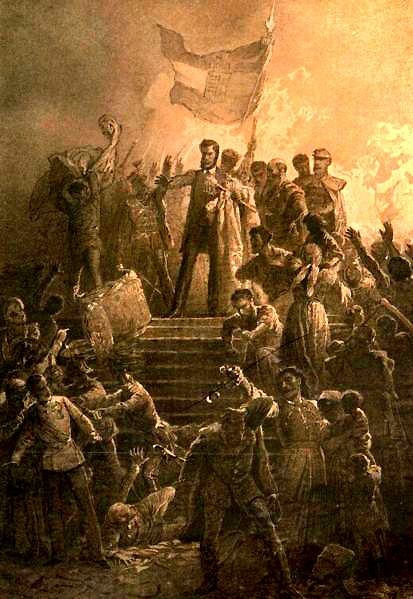
Sándor Petőfi skandiert am 15. März 1848 das „Nemzeti dal“ (das ungarische „Nationallied“) zur Menge

## Auslöser der Revolution
Der Ungarische Landtag in Pressburg war 1825 erneut gebildet worden, um vor allem über die Staatsfinanzen zu beraten. Zu dieser Zeit bildete sich eine Liberale Partei innerhalb des Parlaments, die eine Reform der ungarischen Gesellschaftsordnung anstrebte und sich gegen die zentralistischen und absolutistischen Bestrebungen der Wiener Regierung wandte. Diese Epoche bezeichnet man als Reformzeit in Ungarn. Dabei behaupteten die Liberalen zwar, sich für die Interessen der Landbevölkerung einzusetzen, hatten aber als Vertreter des Adels an einer Aufhebung der feudalen Ordnung und der Frondienste, mit der die Wiener Regierung immer wieder drohte, kein Interesse.

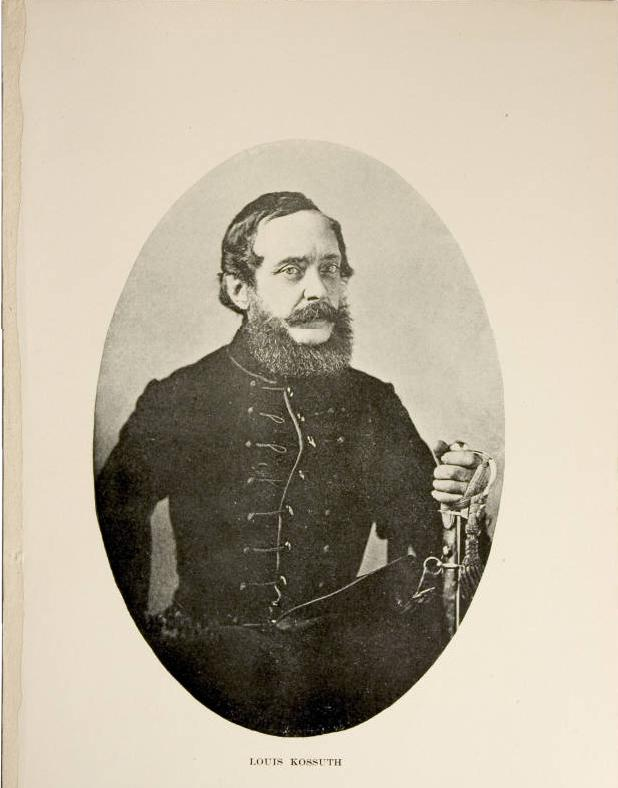
Lajos Kossuth, der Anführer der ungarischen Revolution

Graf István Széchenyi (1791–1860) war als politischer Reformer die Leitfigur des neuen Liberalismus. Széchenyi versuchte immer wieder, die Wiener Regierung für seine Pläne zu gewinnen. In der Person des Palatins, Erzherzog Joseph Anton (1776–1847), hatte er lange Zeit einen wohlwollenden Förderer. Der maßgebende Staatsmann Österreichs, Fürst Metternich, hielt Széchenyi aber für einen rebellischen Geist, der es auf die Aufspaltung des Kaiserreichs abgesehen habe. Széchenyi erwies sich für das erstarkende ungarische Nationalgefühl als zu vorsichtig und zu regierungstreu.

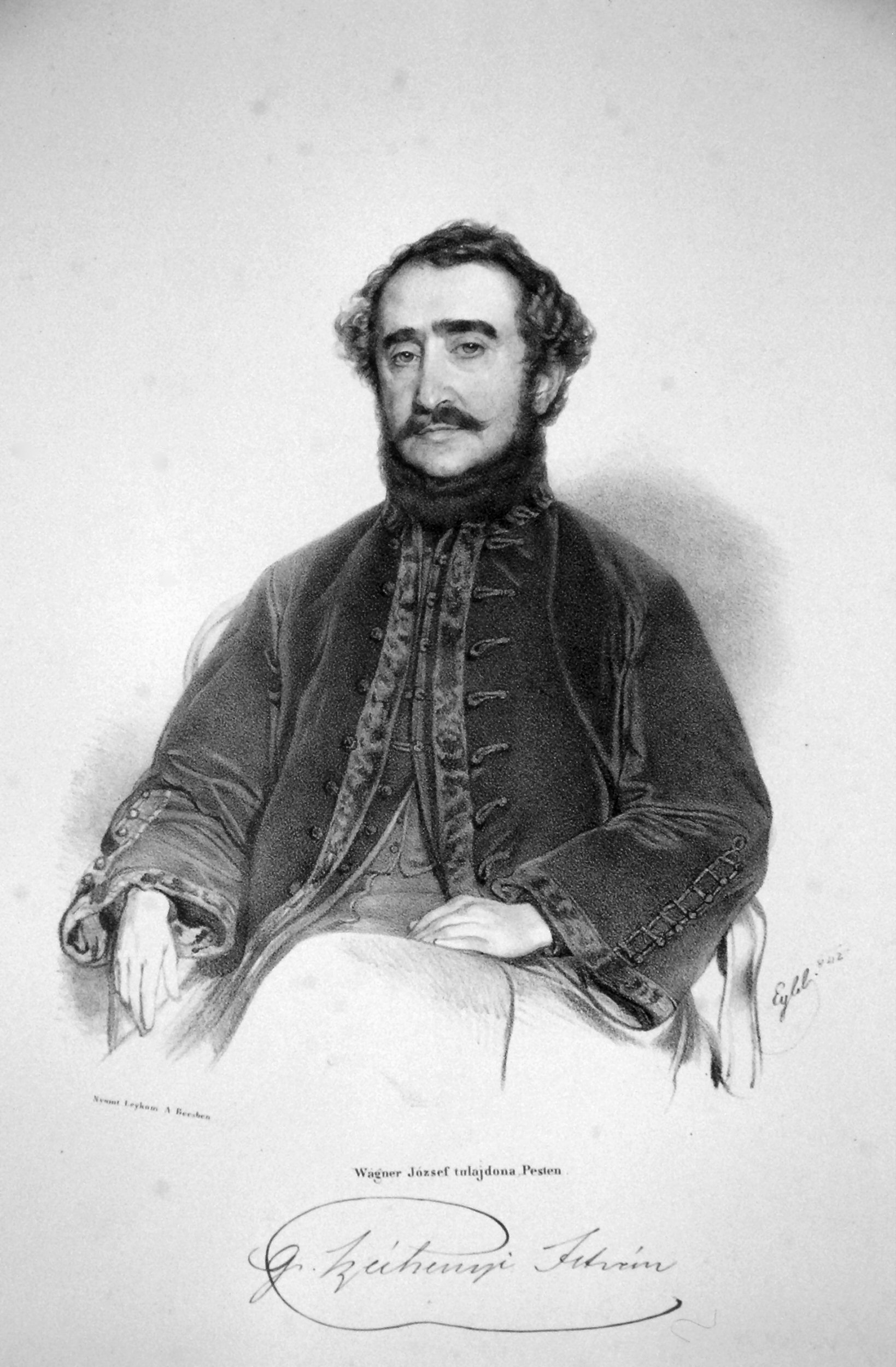
Graf István Széchenyi, Lithografie von Franz Eybl, 1842

Seit 1830 nahm auch der Magnat Lajos Batthyány (1807–1849) als Mitglied der Magnatentafel an der Sitzung des ungarischen Landtages in Pressburg teil. 1847 wurde er zum Vorsitzenden der Reformer gewählt. Als solcher kämpfte er entschlossen für die Autonomierechte Ungarns, für eine selbstständige Regierung und eine Verfassung. Er war anders als Kossuth kein Verfechter eines gewaltsamen Vorgehens, als gemäßigter Reformer wollte er aber durch planmäßiges Verhandeln mit der Wiener Regierung das gleiche Ziel erreichen.

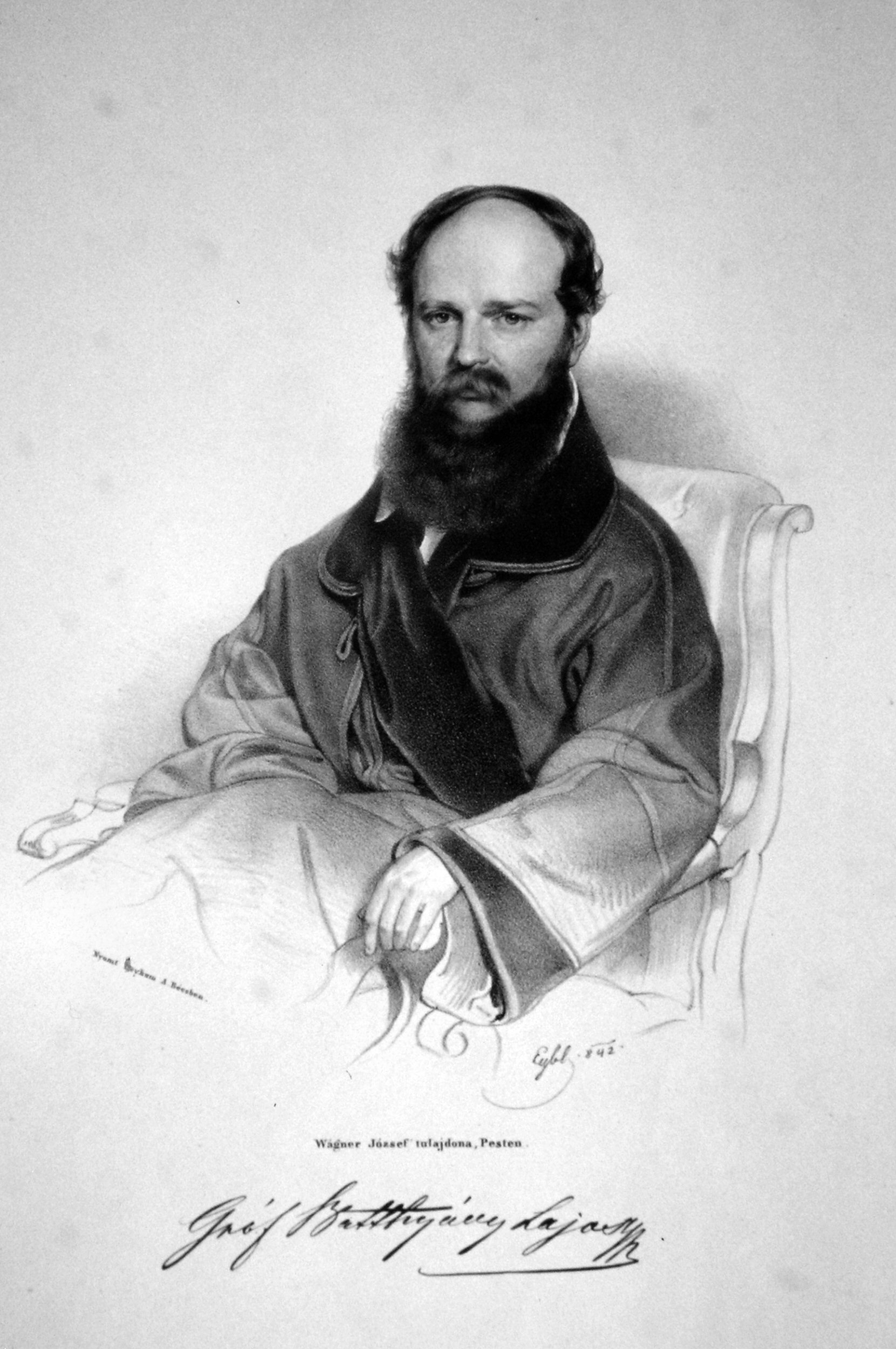
Lajos Batthyány, Lithographie von Franz Eybl, 1842

Der Advokat Lajos Kossuth (1802–1894) übernahm im Parlament die Führerschaft über den Kleinadel. Von 1825 bis 1827 vertrat er den nationalliberal gesinnten Grafen Hunyady im Pressburger Landtag; die gleiche Aufgabe übernahm er von 1832 bis 1836 für gleich drei Abgeordnete des ungarischen Herrenhauses. Er verfasste seit Dezember 1832 die Berichte aus dem Landtag, von Juli 1836 bis Mai 1837 dann die Berichte aus den Munizipien, in denen er Landtagssitzungen und Komitatsversammlungen aufzeichnete. Weil er diese Werke in Abschriften vervielfältigte und sich damit bewusst über ein Verbot der Regierung hinwegsetzte, klagte man Kossuth wegen Hochverrats an und verurteilte ihn am 5. Mai 1837 zu vier Jahren Festungshaft. Nach seiner Begnadigung 1840 gab er allerdings schon ein Jahr später wieder die nationalliberale Zeitung Pesti Hírlap heraus, deren Chefredakteur er war. Im Verlauf der Revolution radikalisierte Kossuth seine Vorstellungen bis hin zur Forderung zum Kampf für die völlige Unabhängigkeit Ungarns von Österreich.
Infolge der Märzrevolution 1848 im Kaiserreich Österreich forderte Kossuth in einer am 3. März 1848 verfassten Rede die konstitutionelle Umwandlung der Monarchie sowie Verfassungen für die österreichischen Länder.

## Die Revolution

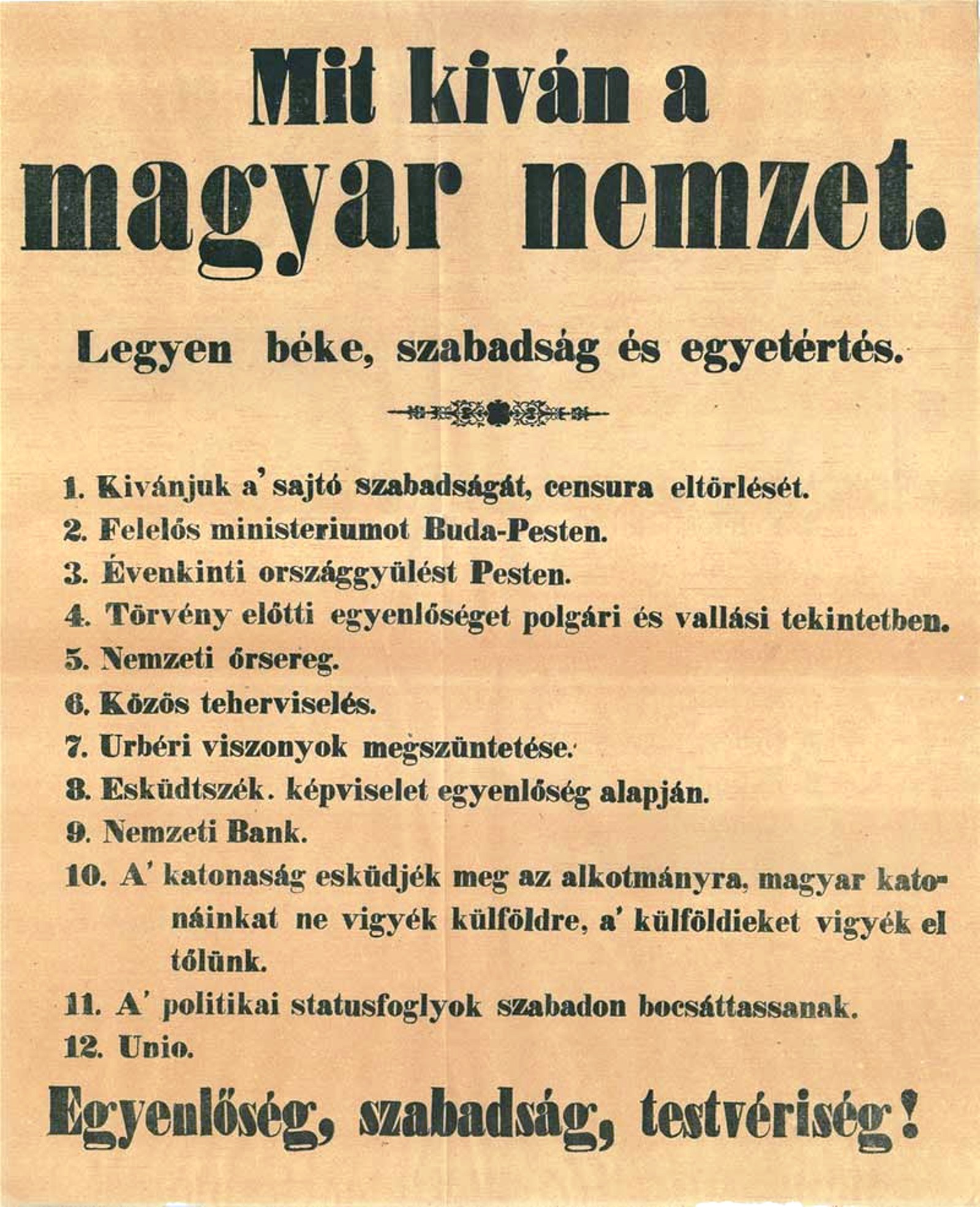
12 Punkte der ungarischen Revolutionäre von 1848

Die Revolution in Ungarn begann am 15. März 1848, als in Pest und Buda Massendemonstrationen den kaiserlichen Gouverneur dazu zwangen, alle 12 Punkte der ungarischen Revolutionäre zu akzeptieren, in denen unter anderem Pressefreiheit, die Aufhebung von Zensur und Frondienst gefordert wurden. Darauf folgten mehrere Aufstände im gesamten Königreich, die dazu führten, dass die ungarischen Reformkräfte eine neue Regierung für Ungarn mit Lajos Batthyány als Premierminister ausriefen. Die neue Regierung verabschiedete umfassende Staatsreformen, die so genannten April- oder auch Märzgesetze, die die Schaffung eines demokratischen Staates in Ungarn zum Ziel hatten. Sie beinhalteten auch, dass die ungarische Regierung die volle Hoheit über die Verwendung aller in Ungarn erhobenen Steuern sowie den Oberbefehl über die ungarischen Regimenter der k.k. Armee erhalten sollte.
In vollem Bewusstsein, einen Bürgerkrieg zwischen Ungarn und Kroatien auszulösen, boten die Minister der ungarischen Regierung den Habsburgern im Sommer 1848 an, ungarische Truppen nach Oberitalien zu senden, um im Gegenzug Unterstützung gegen den habsburgtreuen, aber antiungarisch gesinnten Ban von Kroatien, Josip Jelačić, zu erhalten. Ende August wies die kaiserliche Regierung in Wien die ungarische Regierung in Pest an, die Pläne für eine eigene ungarische Armee einzustellen. Jelačić begann daraufhin ohne offiziellen Befehl mit militärischen Aktionen gegen die ungarische Regierung. Kroatien war ein Nebenland des Königreichs Ungarn und die Abgrenzung der Kompetenzen der beiden Landtage sorgte immer wieder für Auseinandersetzungen. Durch die zunehmende Magyarisierungspolitik, also eine Gleichsetzung Ungarns mit der ungarischen Nationalität und Sprache, die in den 1840er Jahren eingesetzt hatte und sich mit der Revolution verstärkte, fühlten sich viele Kroaten bedroht.
In einem Dreifrontenkrieg (gegen Jelačićs kroatische Truppen, im Banat und in Siebenbürgen) sahen die ungarischen Radikalen in Pest eine gute Gelegenheit. Das Parlament machte im September lieber Zugeständnisse den Radikalen gegenüber, um die Geschehnisse nicht in gewalttätige Konfrontationen ausarten zu lassen. Da sich auch in Wien revolutionäre Ereignisse abspielten, akzeptierte Österreich zunächst die ungarische Regierung. Nachdem aber die Revolution in Wien niedergeschlagen war und Franz Joseph I. seinen Onkel Ferdinand I. am 2. Dezember 1848 als Kaiser abgelöst hatte, verweigerte sie der neuen Regierung ihre Akzeptanz.
Schlussendlich kam es zum Bruch zwischen Wien und Pest, als Feldmarschall Graf Lamberg am 25. September mit dem Oberbefehl über alle Truppen in Ungarn (einschließlich jener unter dem Befehl Jelačićs) betraut wurde. Nachdem auf Lamberg einige Tage später ein tödlicher Anschlag verübt worden war, befahl der kaiserliche Hof die Auflösung des ungarischen Parlaments und der Regierung. Jelačić wurde als Nachfolger Lambergs eingesetzt. Der Krieg zwischen Österreich und Ungarn begann damit offiziell am 3. Oktober 1848.

## Unabhängigkeitskrieg

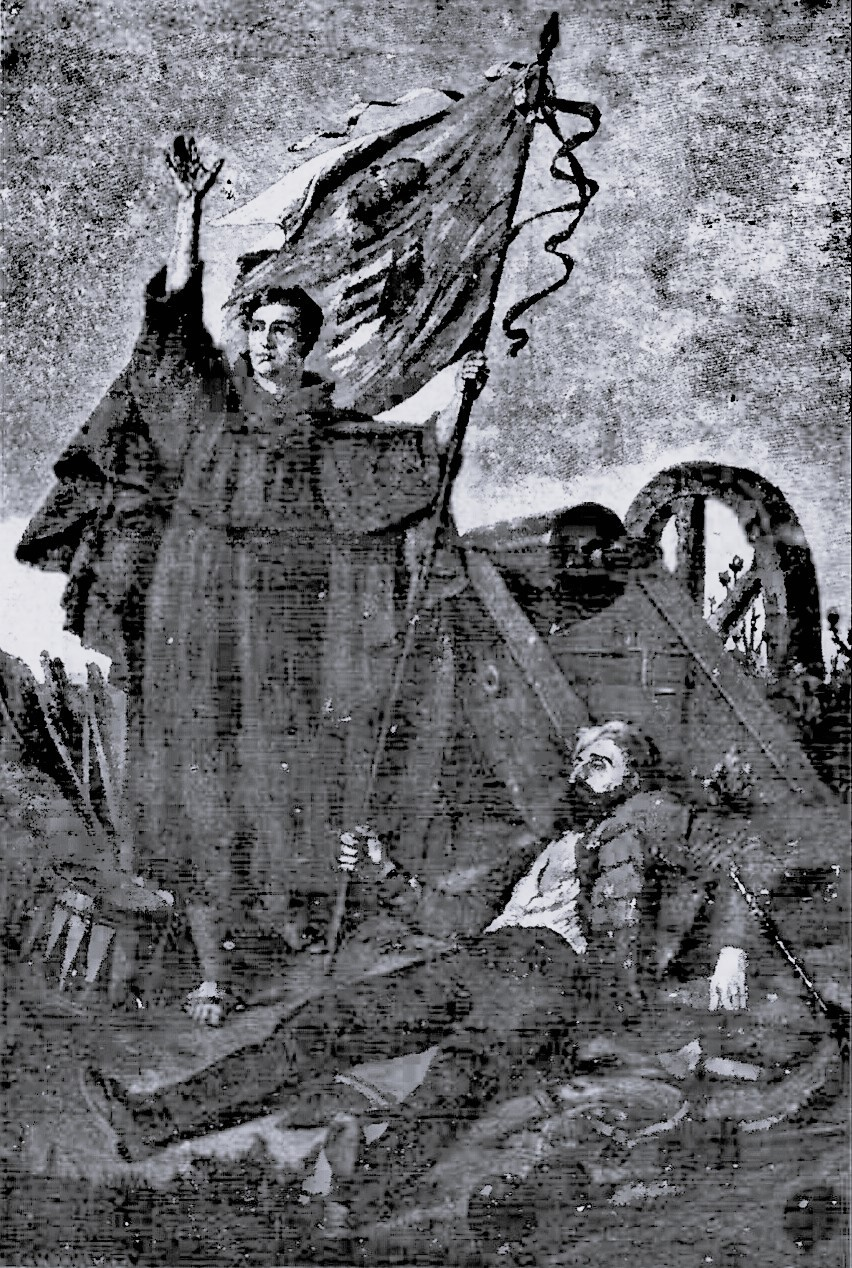
Die gerettete Fahne (Ungarischer Freiheitskrieg 1848)

Jelačić konnte auf die Unterstützung der Mehrheit der kroatischen, serbischen, slowakischen und rumänischen Landbevölkerung bauen. Auf die Seite der Ungarn stellten sich hingegen viele Juden, die sich eine Besserung ihrer rechtlichen Stellung erhofften, und eine große Zahl polnischer, österreichischer und italienischer Freiwilliger.
Die k.u. Landwehr konnte die Kroaten im September 1848 bei Pákozd vor dem geplanten Vormarsch auf Pest aufhalten und schloss einen kurzfristigen Waffenstillstand ab, der es Jelačić ermöglichte, seine Truppen nach Wien zu führen.
In Wien kam es zum Oktoberaufstand, als dort Aufständische eine Kaserne angriffen, deren Garnison als Verstärkung für Jelačić gegen die Ungarn ausrücken wollte. Nachdem die kaiserliche Armee nach einem Sieg bei Schwechat am 30. Oktober auch die Hauptstadt Wien bis Ende Oktober wieder unter ihre Kontrolle gebracht hatte, wurden 70.000 Mann unter dem Befehl von General Windischgrätz nach Ungarn gesandt, um die Ungarn an die Grenze zu verfolgen. Ende Dezember 1848 musste die ungarische Regierung Pest verlassen, Windischgrätz rückte darauf in Budapest ein und bezog dort Winterquartier.

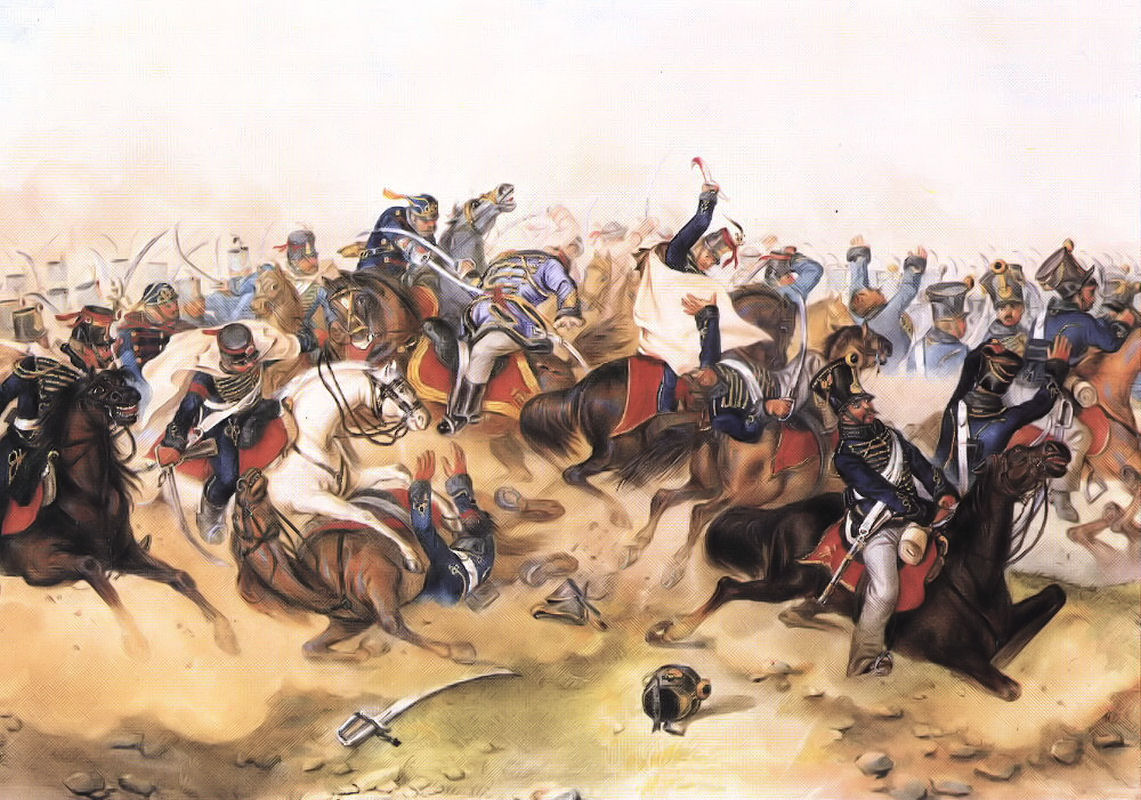
Schlacht von Tápióbicske (4. April 1849)

Die kaiserliche Armee erlitt im März in Siebenbürgen und im April 1849, unter anderen bei Isaszeg und Nagy-Sarlo schwere Niederlagen, worauf sie Ende April auf die Waag-Linie zurückgehen musste. Ohne die österreichische Armee vollständig geschlagen zu haben, stoppten die Ungarn unter ihrem Oberbefehlshaber Artúr Görgey ihren Vormarsch im Raum der Festung Komorn. Es gelang ihnen der Wiedereinzug in Pest und die erfolgreiche Belagerung von Ofen (Buda). General Jozef Bem hatte bereits ganz Siebenbürgen in seine Hände gebracht.
Das Versagen des österreichischen Feldmarschalls Windischgrätz wurde jetzt so offensichtlich, dass er zunächst durch Welden und ab Mitte Mai durch den energischeren Feldzeugmeister Julius von Haynau ersetzt wurde.
Nach mehreren Siegen proklamierte Kossuth am 13. April 1849 die vollständige Unabhängigkeit Ungarns vom Habsburger Reich. Kossuth ließ sich als Reichsverweser bestätigen und waltete mit diktatorischer Allmacht.
Darauf ersuchte Kaiser Franz Joseph den als „Gendarm Europas“ bezeichneten Zar Nikolaus I. um militärische Unterstützung.
Ab Mitte Mai brachen russische Armeen unter Fürst Iwan Paskewitsch und Lüders aus Galizien und der Walachei kommend von mehreren Seiten in Nordungarn und Siebenbürgen ein. Dieser Umstand begründete ein bleibendes gespanntes russisch-ungarisches Verhältnis.
Im Juni 1849 erreichten die auf ungarischem Boden vereinten russischen und österreichischen Verbände zusammen über 250.000 Mann und übertrafen damit die ungarische Armee bereits um das Doppelte.
Nachdem alle Hilferufe der Ungarn an andere europäische Mächte keinen Erfolg gebracht hatten, dankte Kossuth am 11. August 1849 zugunsten von Görgey ab, von dem er annahm, dass er der einzige General wäre, der zur Rettung der Nation fähig wäre.
Am 13. August kapitulierte Görgey in Világos gegenüber den Russen unter General Rüdiger, die ihrerseits die Kriegsgefangenen den Österreichern übergaben. Die ungarische Garnison in der Festung Komorn unter Georg Klapka kapitulierte erst Anfang Oktober.

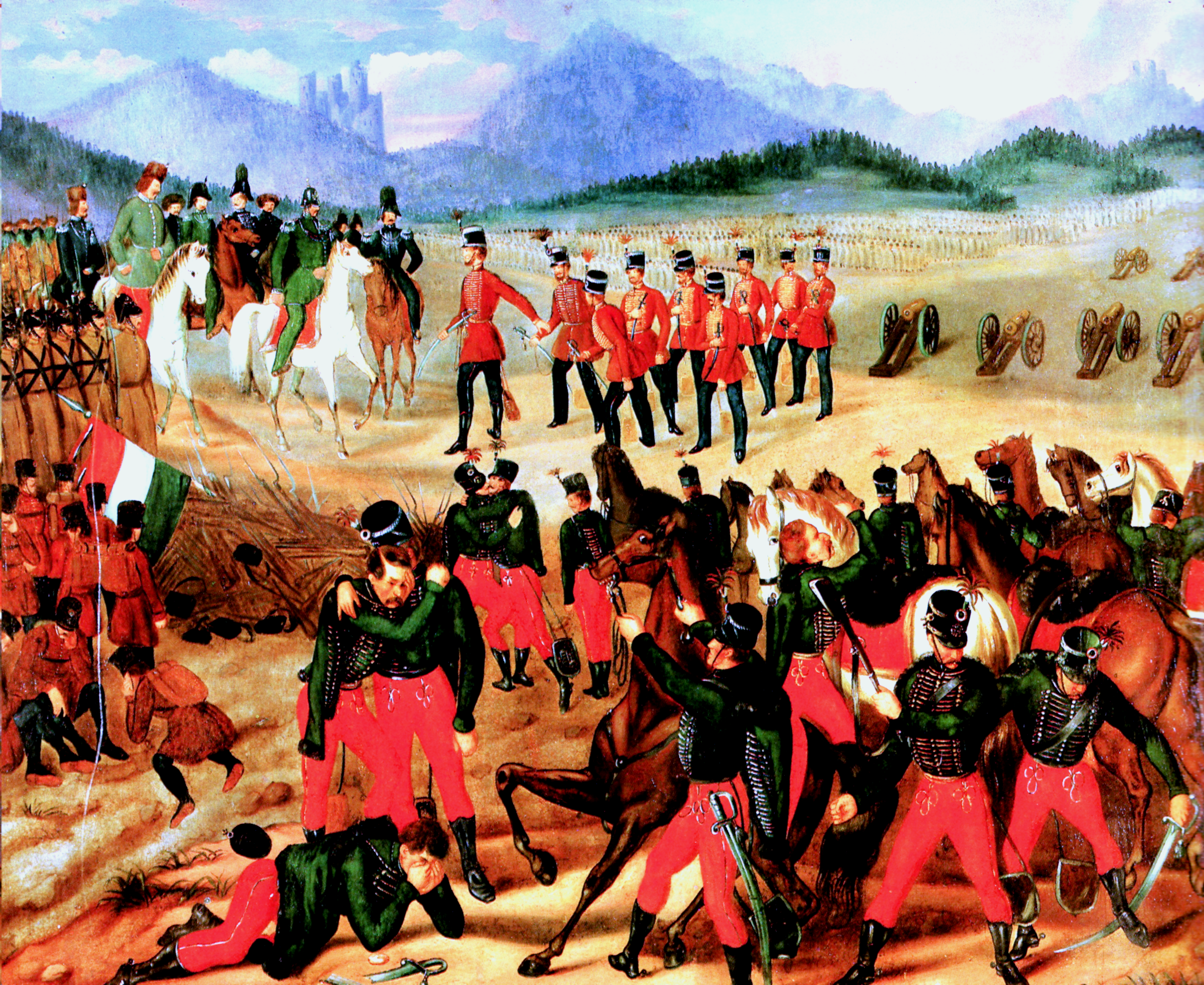
Kapitulation der Ungarischen Armee in Világos 1849

Der Sieger Feldzeugmeister Haynau blieb für einige Monate lang kaiserlicher Statthalter von Ungarn und setzte die Unterdrückung des besiegten Gegners fort. Im Einverständnis mit dem Kaiser befahl er die Exekution der 13 Befehlshaber der ungarischen Armee in Arad, am gleichen Tag wurde der frühere Premierminister Lajos Batthyány in Pest hingerichtet.

## Die Niederhaltung der Revolution
Nach dem Krieg von 1848–49 befanden sich große Teile Ungarns in „passivem Widerstand“. Erzherzog Albrecht von Habsburg wurde zum Statthalter des Königreichs Ungarn bestellt und unterdrückte jegliche Unabhängigkeits- oder Autonomiebestrebungen.
Lajos Kossuth musste ins Exil gehen. In den Vereinigten Staaten wurde er mit großer Begeisterung der Öffentlichkeit und des Außenministers Daniel Webster empfangen, was zu Spannungen in den diplomatischen Beziehungen der USA mit Österreich führte. Sogar ein County in Iowa wurde nach Kossuth benannt, der nach Istanbul und später nach Turin ging.
Sein größter und entscheidender politischer Fehler in der Revolution war die Konfrontation mit den ethnischen Minderheiten Ungarns. Dennoch machte er die Idee einer multiethnischen Konföderation von Donaustaaten populär, die in diesem Raum jegliche Auseinandersetzungen zwischen den Ethnien verhindern sollte. Viele von Kossuths Gefährten im Exil, darunter einige seiner Neffen, wie auch andere Unterstützer der 1848er Revolution („Forty-Eighters“, „48er“) blieben in den Vereinigten Staaten, wo sie auf Seiten der Unionisten im Amerikanischen Bürgerkrieg kämpften.

## Schlachten der ungarischen Revolution
- Schlacht bei Pákozd, Pákozd/Sukoró, 29. September 1848
- Schlacht bei Schwechat, Schwechat, 30. Oktober 1848
- Schlacht bei Mór, Mór, 30. Dezember 1848
- Schlacht bei Kápolna, Kápolna, 26./27. Februar 1849
- Schlacht bei Isaszeg, Isaszeg, 6. April 1849
- Erste Schlacht bei Komorn, Komárom, 26. April 1849
- Schlacht von Pered, heute Tešedíkovo, Slowakei, 20.–21. Juni 1849
- Zweite Schlacht bei Komorn, Ács, 2. Juli 1849
- Dritte Schlacht bei Komorn, Komárom, 11. Juli 1849
- Zweite Schlacht bei Waitzen, Vác, 15.–17. Juli 1849
- Schlacht bei Segesvár, heute Sighișoara, Rumänien 31. Juli 1849
- Schlacht von Szőreg, Szőreg, 5. August 1849
- Schlacht bei Temesvár, heute Temesvár, Rumänien, 9. August 1849

Belagerungen
- Belagerung von Arad (1848–1849)
- Belagerung von Ofen (1849)
- Belagerung von Deva (1848–1849)
- Belagerung von Esseg (1848–1849)
- Belagerung von Karlsburg (1848–1849)
- Belagerung von Komorn (1849)
- Belagerung von Festung Leopoldov (1848–1849)
- Belagerung von Peterwardein (1848–1849)
- Belagerung von Temeswar (1849)

## Weitere Persönlichkeiten der Ungarischen Revolution
- Henryk Dembiński
- Józef Wysocki
- Sándor Rózsa

## Verbleib der Revolutionsfahnen
Nach der Niederlage der ungarischen Armee bei Világos 1849 wurden die ungarischen Revolutionsfahnen von der siegreichen zaristischen Armee nach Russland gebracht. Dort verblieben sie beinahe ein Jahrhundert. 1940 schlug die Sowjetunion dem Horthy-Regime vor, diese gegen den inhaftierten Kommunistenführer Mátyás Rákosi einzutauschen, was auch geschah.